# Alkohológiai Füzetek
Az Alkohológiai Füzetek egy magyar nyelvű orvosi könyvsorozat, amely az 1990-es években alkoholizmus kérdéskörét járja körül különböző szempontok alapján. Kiadója a Országos Alkohológiai Intézet volt. A sorozat a következő műveket tartalmazta:
- 1. Szemlélet-tágító törekvések az alkohológiában, Budapest, 1989, 120 p
- 2. Dr. Környey Edith: Alkohollal társuló neuropszichiátriai betegségek, Budapest, 1989, 81 p
- 3–4. Claude Steiner: Alkoholisták játszmái. A sorskönyvek elemzése, Budapest, 1989, 219 p
- 5–6. John Rowan: A realitás-játszma. Útmutató a humanisztikus konzultációhoz és terápiához, Budapest, 1990, 269 p
- 7.  Dr. Kelemen Gábor – Gál Béla:  A kontrollvesztő alkoholizmus. Kettős leírás, Budapest, 1990, 82 p
- 8. A munkanélküliség társadalmi kérdései, Budapest, 1990, 142 p
- 9. William Glasser:  A realitás-gyógymód. Új személetmód a pszichiátriában, Budapest, 1991, 152 p
- 10. Dr. Süle Ferenc:  Alkohológiai írások (Tanulmánygyűjtemény), Budapest, 1991, 206 p
- 11. Dr. Kardos György:  Bevezetés az alkohológiába. Válogatás a szerző 1961 és 1991 között megjelent közleményeiből, Budapest, 1991, 258 p
- 12. Család és alkohol, Budapest, 1991, 212 p
- 13. Dr. Kolozsi Béla: Addiktológiai tanulmányok, Budapest, 1991, 158 p
- 14. Dr. Lakatos Mária: Alkoholbetegek orvosi rehabilitációja, Budapest, 1992, 120 p
- 15. Alkohol. Önsegítés – tömegtájékoztatás, Budapest, 1992, 119 p
- 16. Hajnal Albert: Sáfárkodunk-e emberi értékeinkkel? (Válogatott tanulmányok), Budapest, 1992, 203 p
- 17. Addiktológiai kutatások Oroszországban (Válogatott tanulmányok), Budapest, 1992, 166 p
- 18. Ian Stewart – Vann Joines: A TA-MA. Bevezetés a korszerű tranzakcióanalízisbe, Budapest, 1992, 312 p
- 19. Dr. Hárdi István: Az alkoholbetegség klinikumának diagnosztikus és terápiás gyakorlatából, Budapest, 1992, 140 p
- 20. Dr. Preusser Tibor: Klinikai laboratóriumi, képalkotó és eszközös eljárások az addiktológiai gyakorlatban, Budapest, 1993, 123 p
- 21. Dr. Kerekes Medárd Ferenc: Pszichiátriai epidemiológiai módszerek felhasználása a korszerű addiktológiában, Budapest, 1993, 128 p
- 22. Dr. Lakatos Mária: Hajléktalanság a nemzetközi irodalom tükrében, Budapest, 1993, 149 p
- 23. Levendel László: A hajléktalan ember, Budapest, 1993, 128 p
- 24. Elekes Zsuzsanna: Magyarországi droghelyzet a kutatások tükrében, Budapest, 1993, 228 p
- 25. Dr. Simek Zsófia – Fekete János:  Az alkohológia megújításáért I. Az alkoholizmus – és gyógyítása, Budapest, 1994, 374 p
- 26. Dr. Simek Zsófia – Fekete János:  Az alkohológia megújításáért II. Bajmegelőzés-rendszerelmélettel, Budapest, 1994, 313 p
- 27. Dr. Kelemen Gábor: Az addikciók széles spektruma, Budapest, 1994, 310 p
- 28. Az alkoholizmus közös gondja. Erdélyi, kárpátaljai és szlovákiai addiktológusok tanulmányai, beszámolói, Budapest, 1994, 231 p
- 29. Szakértői vélemény az addikció elsődleges megelőzéséről, Budapest, 1994, 163 p
- 30. (vál.) Erdélyi Alisza: Alkohol okozta agykárosodások (Tanulmánygyűjtemény), Budapest, 1994, 158 p
- 31. (vál.) Dr. Szoboljeva Ludmilla: Addiktológiai tájkép – Peresztrojka után (Tanulmánygyűjtemény), Budapest, 1994, 191 p
- 32. (összeáll.) Dr. Lakatos Mária: Az alkoholizmus szomatikus szövődményei a hazai és a nemzetközi irodalom tükrében, Budapest, 1995, 305 p
- 33. Antal Zoltán: Menekülés az életbe, Budapest, 1997, 171 p